# داريوش همايون
داريوش همايون (27 سبتمبر 1928 – 28 يناير 2011) هو صحفي، ومفكر، وسياسي، ومؤلف إيراني. كان وزير الإعلام والسياحة في حكومة جمشید آموزيجار، ومؤسس «آيندجان» صحيفة يومية إيرانية. وكان من كبار الأعضاء في حزب رستاخیز. في المنفى أصبح واحدا من مؤسسي الحزب الدستوري الإيراني. كان مشهور لكتاباته التحليلية والتقييم المحايد للتاريخ. أسلوبه الصريح في انتقاد الجمهورية الإسلامية مع نغمات قاسية، وانتقاده لسياسات الدولة البهلوية أكسبته احترام الكثيرين، بينما في نفس الوقت خلق العديد من الأعداء. كان واحدا من قادة المعارضة الإيرانية في المنفى الأكثر تأثيرا. كان رئیس القسم السیاسي لصحيفة «اطلاعات» بعد فترة قصیرة أدت مقالاته المعمقة وأسلوب کتابته وجرأته في طرح قضایا ساخنة مثل حریة النساء والمساواة بین الرجل والمرأة ومعارضته لتسییس الدین أن یکون هدفاً لحملات الحوزة الدینیة.

## نشأته
ولد في طهران في 27 سبتمبر 1928 وبدأ الدخول في المجال السياسي في سن الرابعة عشرة. في سنوات شبابه كان عضوا في العديد من الأحزاب الإيرانية، وعموما مع وجهات النظر القومية المعارضة لظهور أفكار اليسارية مثل «حزب سومكا» وتأثير حزب توده الإيراني. بدأ على أنه مؤيد لمحمد مصدق ولكن حين تولى «محمد مصدق» رئاسة الوزراء سجن داريوش همايون انضمامه إلی الفئات المناهضة لمصدق مبرراً ذلک بخطر سقوط إیران في قبضة الاتحاد السوفیتي في حالة بقاء مصدق علی کرسی الحکم.

## المهنة الصحفية والسياسية
في السنوات التي أعقبت عام 1953، أنهى دراسته الجامعية، وحصل على درجة الدكتوراه في العلوم السياسية من جامعة طهران. كان يعمل في الصحيفة الإيرانية «اطلاعات» وأسس في وقت لاحق صحيفة ناجحة للغاية صحيفة يومية اسمها «آيندجان».
في حكومة جمشید آموزيجار، أصبح وزير الإعلام والسياحة. وبعد الأحداث التي أدت إلى الثورة الإيرانية، ألقي القبض عليه في خريف عام 1978، جنبا إلى جنب مع العديد من المسؤولين السابقين الآخرين الذين حاولوا استخدام الملكية ككبش فداء من أجل منع سقوطها في نهاية المطاف الخاصة. هرب من السجن في 12 فبراير 1979، بعد الثورة، واختبأ. وبعد 15 شهرا في وقت لاحق، غادر إيران عبر الحدود مع تركيا، وتوجه إلى باريس.

## وزير الإعلام والسياحة
حینما تزوج همایون من «هوما زاهدي» ابنة الجنرال زاهدي رئیس وزراء إیران، دخل داریوش همایون منطقة النخب الحاکمة، وبعد فترة قصیرة، وفي مستهل أحداث إیران فی العام 1977، حیث کلف الشاه جمشید آموزيجار وزیر المال، بتشکیل حکومة تکنوقراط، تسلم داریوش همایون وزارة الإعلام والسیاحة، وربما کان ذلک أهم أخطاء حیاته، إذ أنّ انتقاله من مکان الصحفي البارع المحبوب، إلی وزیر مسؤول عن الرقابة وکبت الحریات.

## المنفى
في المنفى كان همايون المحلل السياسي الأكثر تأثيرا، والكاتب، وزعيم المعارضة. في التسعينات بدأ إنشاء الحزب الدستوري الإيراني، وهو حزب سياسي يسعى لتأسيس دولة ديمقراطية ليبرالية في إيران.

## الوفاة
توفي داريوش همايون الساعة 11 صباحا في 28 يناير 2011 في جنيف، سويسرا عن سن 82.

## وصلات خارجية
الموقع الرسمي لداريوش همايون بالإنجليزية